# Topolovgrad (huyện)
Topolovgrad là một huyện thuộc tỉnh Haskovo, Bungaria. Dân số thời điểm năm 2001 là 15414 người.